# Lozova, raionul Ternopil, regiunea Ternopil
Lozova (în ucraineană Лозова) este localitatea de reședință a comunei Lozova din raionul Ternopil, regiunea Ternopil, Ucraina.

## Demografie
Componența lingvistică a localității Lozova
     Ucraineană (99,85%)
     Alte limbi (0,15%)
Conform recensământului din 2001, majoritatea populației localității Lozova era vorbitoare de ucraineană (99,85%), existând în minoritate și vorbitori de alte limbi.